# Brigada Harel
La Brigada Harel (en hebreo: חטיבת הראל) (transliterado: Hativat Harel) es una brigada de reserva de las Fuerzas de Defensa de Israel, y en el siglo XXI forma parte del Mando Sur. Esta formación fue creada inicialmente en 1948 como una división del Palmaj. Está formada por tres batallones. Esta unidad de infantería fue dirigida por Yitzhak Rabin. Rabin fue nombrado comandante el 15 de abril de 1948. La Brigada Harel fue desplegada en la zona de Jerusalén durante la guerra civil del Mandato de Palestina, jugando un papel crítico en la lucha dentro y alrededor de la ciudad, incluyendo la Operación Najshón. Más tarde participó en la guerra árabe-israelí de 1948, la crisis de Suez en 1956, en la guerra de los Seis Días en 1967 y en la guerra de Yom Kipur en 1973.
En 2014, la brigada pasó a formar parte de la División Sinaí y participó en la Operación Margen Protector. Bajo el mando del coronel Itamar Michaeli, la brigada participó en combates en la ciudad de Beit Hanun y sus alrededores como parte de la Operación Espadas de Hierro.